# 2015 в альпінізмі
7 найзначиміших досягнень 2015 року у світі скелелазіння і альпінізму за версією журналу «Rock and Ice»
За минулий рік гірський світ побачив чимало досягнень: від першопроходжень, вільного лазіння на складних маршрутах до швидкісних підйомів. Складений список досягнень — це погляд на минулий 2015 рік і спроба згадати події, що найбільше запам'яталися.

## Деніел Вудс: проходження The Process (V16)
При світлі налобних ліхтариків і прожекторів, 17 січня Деніел Вудс «розкрив» одну із найскладніших трас на болдері Grandpa Peabody в районі Buttermilks (Bishop), Каліфорнія. Вудс проліз мега-лінію The Process, категорія якої імовірно V16 (8С+).

## Улі Штек: новий рекорд швидкісного сходження по північній стініАйгера
У далекому 2007 році Улі Штек встановив рекорд швидкісного сходження по північній стіні Айгера, який склав тоді 3 год 54 хв. Невдоволений своїм результатом, він повернувся через рік і «скостив» цілу годину — новий час склав 2 год 47 хв. І ось, 16 листопада він знову побив свій же рекорд: новий час склав 2 год, 22 хв і 50 сек.

## Вілл Стенхоуп і Метт Сігал: проходження Tom Egan Memorial Route вільним лазінням
Через чотири роки і більше ста днів проведених у буквальному розумінні на стіні, Вілл Стенхоуп і Метт Сігал пролізли вільним лазінням маршрут Tom Egan Memorial Route на східній стіні Snowpatch Spire в канадських горах Bugaboos. На проходження маршруту з 13 мотузок у них пішли 4 дні інтенсивної роботи з 11 по 14 серпня. Примітним це сходження робить те, що складна ділянка маршруту уперше пройдена вільним лазінням.

## Марк-Андре Леклерк: соло на Corkscrew, Сьєрро Торре (Патагонія)
21 лютого Марк-Андре Леклерк, 22-річний канадський альпініст пройшов соло 1200-метровий маршрут Corkscrew (5.10d, A1) на Сьєрро Торре (один з найскладніших маршрутів по граніту) всього за один день.

## Адам Ондра: флеш на Don't Get Too Greedy (V13) і Jade (V14)
Після бронзи на етапі Кубку Світу у Вейлі Адам Ондра, мабуть, був так роздосадований, що з горя проліз флешем Don't Get Too Greedy (V13 — 8b) і Jade (V14 — 8b) в Colorado's Upper Chaos Canyon (Rocky Mountain National Park) наступного ж дня.

## Пол МакСорлі,Майан Сміт-Гобат,Інес Паперт: першопроходження на північно-західну вершину Воддінгтона (4019 м)
Команда зійшла на північно-західну вершину Воддінгтона (Waddington, Британська Колумбія) 18 серпня, пройшовши 800-метровий комбінований маршрут з 20 пітчів, який вони оцінили як 5.11+ WI3 M5 ED1. Відразу після сходження команда заночувала під вершиною, потім наступного дня спустилася у базовий табір.

## Томмі КолдвелліКевін Йоргесон: проходження вільним лазінням Dawn Wall (Yosemite)
Це сходження вже увійшло до історії, не лише через рекорд, але і майже безпрецедентну увагу з боку преси (за деякими даними — близько 1 млрд відгуків в медіа). Воно запустило нову хвилю популярності скелелазіння: може і не у нас, але в США чи не кожна бабуся знала імена Томмі, Кевін і El Cap.